# 財務諸表監査
財務諸表監査（ざいむしょひょうかんさ）とは、公認会計士または監査法人が財務諸表に対して行う会計監査のことを言う。歴史については、監査の歴史で説明する。
監査とは、経済活動及び経済事象に関する情報と、特定の基準とがどの程度合致しているか確かめるために、これらの情報についての証拠を客観的に入手し、評価し、さらにその結果を情報の利用者に伝達する体系的なプロセスである。

## 財務諸表監査制度
公認会計士・監査法人による財務諸表監査は、金融商品取引法および会社法において、上場企業などや大規模な企業に対して義務付けられている。このほか、学校法人監査や、任意監査などがある。この際、会計監査人は、関連法令のみならず、監査基準および監査実務指針（監査基準委員会報告書）などを遵守することが求められている。

### 金融商品取引法監査制度
金融商品取引法193条の2第1項は、上場企業などに対して特別の利害関係のない公認会計士または監査法人の監査・証明を求めている。その意義は、財務諸表の信頼性を高めることで投資者の保護を図り、国民経済の発展に資することにある。

## 財務諸表監査の目的
財務諸表監査の目的は、経営者の作成した財務諸表が、一般に公正妥当と認められる企業会計の基準に準拠して、企業の財政状態、経営成績及びキャッシュフローの状況をすべての重要な点において適正に表示しているかどうかについて、監査人が自ら入手した監査証拠に基づいて判断した結果を意見として表明することにある。（監査基準　第一前段）
財務諸表の表示が適正である旨の監査人の意見は、財務諸表には、全体として重要な虚偽の表示がないということについて、合理的な保証を得たとの監査人の判断を含んでいる。（監査基準　第一後段）
すなわち、重要でない虚偽の表示については、監査人の判断や意見表明から除外される。また保証についても絶対的な水準で行われるのではなく合理的な水準で行われる所に特徴がある。意見の表明は監査報告書を用いて行われる。

### 二重責任の原則
二重責任の原則とは、財務諸表を作成する責任は、経営者であり、監査人はその財務諸表の監査結果のみ責任を負うという責任の峻別を言う。したがって、財務諸表に虚偽の表示があっても責任を負うのは経営者であり、監査人は責任を負うことはない。逆に監査結果に問題があったとしても、責任は監査人にあり、経営者にはないことを示す。これが二重責任の原則であり、監査報告書の導入区分への記載事項である。

### 絶対的保証の得られない理由
重要な虚偽の表示が全くないといった絶対的な保証が得られない理由は、財務諸表の作成には見積もり要素等多く含まれるためである。たとえば固定資産の耐用年数など経営者でもわからないことが多いため、事実上見積もり計算以外に方法はなく、またその計算結果が正しいかは監査人にもわからないことが多いためである。
また内部統制には限界があるという要素もある。すなわち、内部統制は共謀による無効化、経営者による無効化、誤謬、想定外の事象や定型外取引には有効に機能しない場合がある。
一方監査側から見ると、監査は原則として試査で行われるため・監査には時間的制約があるため・財務諸表の作成には判断が介入する事から判断の合理性を検討するという性質であることといった点から、合理的な水準で保証することになる。

### 期待ギャップ
監査の目的を監査基準に明記する理由は、監査の目的を啓蒙する事で監査人と社会との間に存在する期待ギャップを解消するためでもある。期待ギャップとは、社会が監査人に対する期待と、実際の監査人が提供するサービスには大きな差があるということである。監査の目的はあくまでも財務諸表の「合理的な水準での保証」であるにもかかわらず、社会の会計士に対する認識は「不正の予防発見を含む完全な水準での監査」することだと思われていることが多い。

## 指導的機能と批判機能
監査の基本的な概念である指導的機能と批判的機能について説明する。

### 指導的機能
監査人が会計基準違反を発見したならば、経営者に修正勧告を行うよう助言する機能である。コンサルティングサービスとは別物であることに注意されたい。

### 批判的機能
指導的機能により修正勧告を行っても、会社側が従わない場合がある。その際、否定的な監査意見を表明する機能である。会社側が指導的機能を受け入れるかどうかは自由であり、修正勧告を強制することは出来ない。あくまでも監査人の仕事は批判的機能を実行し監査人の責任を果たすことに過ぎない。

## 公認会計士の使命・職責・職業倫理

### 使命
＜公認会計士法第一条より＞
- 公認会計士は、監査及び会計の専門家として、独立した立場において、財務書類その他の財務に関する情報の信頼性を確保することにより、会社等の公正な事業活動、投資者及び債権者の保護等を図り、もつて国民経済の健全な発展に寄与することを使命とする。

公認会計士の使命は、高度な専門能力に加え、何人からも独立した立場で行われることに意味を持つ。監査業務は排他的独占業務とされる。会計業務は基本的に資格がなくても誰でも行うことが出来るが、会計に関する専門知識を持ち合わせた会計士が行うことに意味がある。

### 職責
- 常に品位を保持すること→公正性と信頼性が求められる公認会計士に対して、職業倫理を求めること
- 知識および技能の取得に努め→普段の自己研鑽による知識と技能の習得を続けること。
- 独立した立場に於いて→何人からも独立しなければならない
- 公正かつ誠実に→精神的に独立を保ち、正当な注意と懐疑心をもって業務を遂行すること。

### 職業倫理
職業専門家として社会からの信頼を得るための道義上の行為規範である。会計士協会では「倫理規則」として定め会員に遵守を求めている。具体的には、贈答、接待の制限。成功報酬による保証業務受嘱の禁止。誇張した広告、ほかの会員との比較する広告の禁止などが上げられる。

## 監査基準
監査基準全体の特徴について説明する。

### 性質
監査基準は実践可能性、公正妥当性、専門性、遵守性の4つの性質からなるものである。
それぞれ
- 実践可能性…実務上で慣習として発達したもの
- 公正妥当性…一般に妥当と認められたもの
- 専門性…監査人が監査を行う際に必要な専門知識
- 遵守性…法令に明記されていなくても、遵守しなければならないもの

となっている
監査基準は監査の目的、一般基準、実施基準、報告基準等に区分されている。

### 役割
監査基準には、監査人の責任範囲を明確化し、監査に対する信頼性を付与する役割がある。また、被監査会社への協力要請を容易化する役割もある。

### 適用対象
強制監査、任意監査を問わず適用される。

### 会計基準と監査基準の関係
会計基準は判断の基準として用いられるものであるが、監査基準は監査を行う際に従わなければならない「行動指針」のようなものである。監査基準に従い行動し、個々の会計上の論点については会計基準と照らし合わせ検討する。

### 一般基準
監査基準のうち、一般基準はは以下の8つの内容を述べている。
- 実務能力・知識
- 独立性の保持
- 正当な注意と懐疑心
- 不正・違法行為への対応
- 監査調書の作成・保存
- 監査事務所の品質管理
- 監査業務の品質管理
- 秘密保持

#### 経験・知識
監査基準第二　一般基準1
- 監査人は、職業的専門家として、その専門能力の向上と実務経験等から得られる知識の蓄積に常に努めなければならない。

公認会計士法第28条でも継続的に専門教育を受けることが義務づけられているように監査人は常にスキルアップをしなくてはならないとの定めである。古い知識のままでは時代の変化に対応しきれないということであろう。

#### 独立性
＜監査基準第二　一般基準2＞
- 監査人は、監査を行うに当たって、常に公正普遍の態度を保持し、独立の立場を損なう利害や独立の立場に疑いを招く外観を有してはならない。

との定めがあるように、監査人は他者の影響圧力に屈せず独立した立場で監査を行う必要がある。
また、外観的な独立性も重要である。これは監査人が被監査会社の社長の息子であるといった外部から見て監査に対して疑いをかけられるような状態を言う。いくら真に独立を保っていても外部者に疑惑を抱かせる結果となってしまうため、監査人は企業の従業員もしくは経営者の親族でないこと、および特別な利害関係がないことを明白にしなければならない。

#### 正当な注意
＜監査基準第二　一般基準3＞
- 監査人は、職業的専門家としての正当な注意を払い、懐疑心を保持して監査を行わなければならない。

正当な注意とは専門家として当然払うべき注意である。これは民法644条の「受任者の注意義務」に相当する内容である。監査人に過失があったか否かを判断するに当たって、この正当な注意を払っていたかどうかが判断基準となる。

#### 職業的懐疑心
財務諸表に常に疑いを持つことである。監査人は財務諸表に対して批判的な目で監査することが求められる。監査の全過程で発揮せねばならない。

#### 不正・誤謬
不正とは財務諸表への意図的な虚偽の表示をいう。誤謬は、いわゆる単純ミスである。不正と違い隠蔽工作がないため発見しやすい。
不正は、資産の流用（使い込みなど）と不正な財務報告（粉飾）の二つに分類され、不正は不正を隠蔽するために仕組まれた巧妙なスキームが存在する事が多く、その発見は誤謬と比べ困難である。

#### 違法行為
会社が関係する法律上の違反である。違法行為には会計処理に影響を及ぼす行為と影響を及ばさない行為の二つに分類されるが、前者は通常上記の不正・誤謬にあたる。次期以降の財務諸表に影響を与えるものも含まれる。
もっとも、監査人による監査は警察の捜査とは異なり、違法行為そのものを発見することを目的としてはいない。ただし、違法行為を発見した場合、軽微なもの以外は、経営者と監査役(監査役会)に報告しなければならない。 金融商品取引法193条の3第1項の規定によって、一定の場合には、監査人は発見した違法行為を当局に通報することが求められる。

#### 監査調書
＜監査基準第二　一般基準5＞
- 監査人は、監査計画及びこれに基づき実施した監査の内容並びに判断の過程及び結果を記録し、監査調書として保存しなければならない。

監査調書とは、監査計画・監査の内容・判断の過程及び結果の記録をいう。監査調書は紙か電子媒体で記録される。
監査調書は、監査報告書の基礎資料であること、監査基準を遵守して監査を実施したことを証明する資料であることが求められる。
監査調書の作成目的は以下のとおりである。
- 監査計画及び監査の実施の際に役立だたせるため。
- 監査責任者が、品質管理のために指示、監督、査閲を行う際に利用するため。
- 実施した作業の説明根拠にする。
- 今後の監査に情報源にするため。
- 監査事務所による監査業務の審査や定期的な検証のため。
- 外部検査 (日本公認会計士協会による品質管理レビューなど)の実施を可能にするため。

#### 秘密保持
守秘義務が基準に明記されている理由は、その重要性と教示的な意味からなる。
- 秘密の漏洩は、会社との信頼を損なう
- 秘密の漏洩は、監査業界の信用を損なう

守秘義務は、監査期間中は当然として、監査終了後や会計士の登録抹消後においても守らなくてはならない（公認会計士法第27条より）
ただし、正当な理由があればこの義務は発生しない。正当な理由とは
- 監査人の交代による前任者の引き継ぎ
- 親子会社で監査人が異なる場合、親会社の監査人が子会社の監査人から監査の情報を入手する場合。
- 外部の審査を受ける場合
- 法令に基づく場合（裁判所からの令状など）

などに限っては守秘義務を解除することが出来る。

## 監査の品質管理
監査が適切に実施されているかを確かめるためにの管理活動を品質管理という。カネボウ巨額粉飾事件をきっかけとして2005年に一般基準とは別に新たな基準として監査に関する品質管理基準が平成17年に設けられた。
品質管理は監査事務所に対しての品質管理と監査実施者に対しての品質管理がある。

### 監査事務所の品質管理
主に監査事務所の内部規定に準拠しているかどうかを確かめる。

### 監査実施者の品質管理
主に監査チームの責任者を対象としている。補助者に対して指揮命令・職務の分担を明らかにし、適切な指示・指導及び監督を行なっているかどうかを確かめる。

## 監査実施プロセス
監査のプロセスは
リスク評価手続 → 監査計画の策定 → リスク対応手続の実施 → 監査意見の形成 → 監査報告書の作成
というプロセスからなっている。すなわち、
- 監査の目的は、財務諸表が適正かどうか監査人が自ら意見を表明することにある
- そのために、監査人は財務諸表についての経営者の主張 (アサーション) に対して立証すべき監査要点を設定し
- 監査要点ごとに監査を実施し
- 立証した事項を積み重ね、最終的に監査意見として統合化する

という流れになっている。

## 監査要点
監査要点とは、財務諸表の基礎となる取引について立証すべき目標である。実施基準においては実在性、網羅性、権利（と義務）の帰属、評価の妥当性、期間配分の適切性、表示の妥当性などが例示されている。たとえばある会社の財務諸表上に1個あたり1億円の製品が存在しているとする。この場合にどういった立証をするかというと
- 1億円の製品が実際に存在するのか？ → 実在性
- ほかの1億円の製品が簿外で存在しないか？ → 網羅性
- 1億円の製品の所有者はこの会社であるのか？ → 権利の帰属
- 1億円の製品に本当に1億円の価値があるのか？ → 評価の妥当性
- 1億円の製品は当期に製造された物か → 期間配分の適切性
- 製品の表示は妥当であるか？ → 表示の妥当性

について立証するものである。
なお、監査要点は監査を受ける会社の業種、組織、情報システムなどによって監査人自ら判断して設定するのが基本である。

## 監査手続
代表的な監査手続には、記録や文章の閲覧、有形資産の実査、観察、質問、確認、再計算、再実施、分析的手続がある。

### 記録や文章の閲覧
紙媒体、電子媒体その他の企業内外の記録や文章を確認する手続きである。証憑突き合わせ、帳簿突き合わせも含まれる。

### 有形資産の実査
監査人自らが現物を調査する手続きである。

### 観察
業務処理や手続きを確かめる手続きである。施設や設備の視察、建設業の現場視察なども含まれる。棚卸し資産の実地棚卸しを確かめるのも観察である。

### 質問
主に経営者、従業員や外部の関係者に直接問い合わせることである。監査証拠の裏付けをするために質問をするのが特に重要である。ただし質問自体は十分適切な監査証拠にはならないことに注意されたい。

### 確認
質問の一種であり、企業の取引相手などの第三者に問い合わせをすることである。

### 再計算
監査人みずから財務諸表を計算することである。

### 再実施
企業の内部統制を監査人が自ら実施することである。内部統制の実態を把握する。

### 分析的手続
一般的な財務諸表から得られる計算結果と被監査会社の財務諸表とを比較する。

## リスク・アプローチ
＜実施基準一・1＞
- 監査人は、監査リスクを合理的に低い水準に抑えるために、財務諸表における重要な虚偽表示のリスクを評価し、発見リスクの水準を決定するとともに、監査上の重要性を勘案して監査計画を策定し、これに基づき監査を実施しなければならない。

この監査手法をリスク・アプローチという。従来、重要な虚偽表示リスクは「固有リスク」と「統制リスク」と二つのリスクに分かれていたが、平成17年に改定された監査基準では「重要な虚偽表示のリスク」に統合され、原則として両者を別々に評価することはなくなった。ただし、リスク・アプローチの考え方としては、重要な虚偽表示リスクを固有リスクと統制リスクから構成されているものとしている。

### 監査リスクとは
監査人が誤った監査意見を表明する可能性をいう。すなわち監査の失敗の可能性である。監査リスクは、発見リスクと重要な虚偽表示リスクで構成されている。そのため、発見リスクの水準を決定することによって、監査リスクの水準を決定する。
監査リスクは、
- 過年度の結果から見た重要な虚偽表示の可能性
- 監査コスト
- 財務諸表がどのくらい利用されているか
- 社会の期待

を総合的に考慮して決定される。

### 発見リスク
内部統制で発見できなかった不正が、監査を実施しても発見されないリスクをいう。
監査人は、監査手続きの種類、実施時期、範囲を勘案することによって発見リスクを引き上げたり引き下げたりすることが出来る。監査人はすべてを検証するわけではないため発見リスクをゼロにすることはできない。
発見リスクを低くするには
- 帳簿突合など実査を行う
- 期中の監査ではなく期末監査を実施する
- 試査の範囲を拡大する（得意先に対する確認状の送付先を増やすなど）

### 固有リスク
内部統制が全く存在しないという仮定での虚偽表示が存在する可能性をいう。
例えば、ノルマの厳しい会社での社員による架空売上計上、現金の盗難横領などで内部統制が全く機能していないと仮定する。
内部統制の運用状況などを調査し、内部統制が有効であることを確認できればそれだけ固有リスクを引き下げることができ、機能していなければそれだけ固有リスクが上昇することになる。固有リスクは企業側のリスクである。

### 統制リスク
内部統制が機能している会社でも、不正を防止できない可能性をいう。内部統制は会社によって千差万別なので統制リスクは会社ごとに異なる。内部統制の水準が高ければ高いほど統制リスクは低くなり、水準が低ければ統制リスクは高くなる。
内部統制は万能ではないため、統制リスクは常に存在している。

### 監査計画
監査リスクと監査上の重要性を考慮して策定される監査の計画である。これは、基本的な方針および詳細な監査計画に分かれる。監査を効率的に実施するに当たっては、監査計画の存在が必要不可欠である。
監査計画を策定することで、虚偽表示の可能性の高い項目に対し重点的な監査を行うことができる。

### 事業上のリスク
経営目的の達成に悪影響を与える事象をいう。平成17年に事業上のリスクを重視したリスク・アプローチが導入された。

## 試査
＜実施基準一・4＞
- 監査人は、十分かつ適切な監査証拠を入手するに当たっては、原則として、試査に基づき、統制リスクを評価するために行う統制評価手続及び監査要点の直接的な立証のために行う実施手続を実施しなければならない。

試査とは、母集団から抽出されたサンプルを監査する手続である。例えば売掛金残高を確認するため売掛金元帳の中から一部を抽出して確認するといった内容である。試査が採用される理由は、そもそも隅から隅まで財務諸表を精査するのは時間的にも経済的にも無理があり、効果的でもない。特に内部統制が機能している会社ではますます精査を行う意義が薄れているからである。
ただし、例外的に精査を行うケースが存在する。特定の財務諸表項目において重要な虚偽リスクが高い場合、取引が少なくそれぞれの金額の重要性が高い場合などは精査を行う意義がある。

## 財務諸表監査に関連する用語

### 監査証拠
監査証拠とは、監査意見を形成するに足る合理的な基礎を得るために監査人が入手した全ての心証をいう。

### 監査意見
監査意見とは、監査人が、監査報告書において、一般に公正妥当と認められる監査の基準に準拠して監査を実施した結果を結果として表明する意見をいう。
無限定適正意見、限定付適正意見、不適正意見、意見不表明のいずれかとして表明される。

### 合理的な基礎
合理的な基礎とは、入手した十分かつ適切な監査証拠を総括的に吟味して得た、財務諸表全体に関する自己の意見を形成するに足る基礎をいう。

### 合理的な保証
合理的な保証とは、監査人が一般に公正妥当と認められる監査の基準に従って監査を実施した結果として、監査の限界のもとで、財務諸表には全体として重要な虚偽の表示がないことについて得た絶対的ではないが相当程度に高い心証を言う。

### 虚偽の表示
虚偽の表示とは、財務諸表において不正又は誤謬に起因する誤りをいい、開示や注記における誤り及びこれらの脱漏も含む。

### 無限定適正意見
無限定適正意見とは、経営者の作成した財務諸表が、一般に公正妥当と認められる企業会計の基準に準拠して、企業の財政状態、経営成績及びキャッシュ・フローの状況を全ての重要な点において適正に表示していると監査人が判断したときに、表明する意見をいう。

### 限定付適正意見
限定付適正意見とは、除外事項の影響により無限定適正意見を表明することができないが、財務諸表を全体として虚偽の表示にあたるとするほどではないか又は意見を表明しないとするほどではないと監査人が判断したときに、表明する意見を言う。

### 不適正意見
不適正意見とは、経営者が採用した会計方針の選択及びその選択方法、財務諸表の表示方法に関して著しく不適切なものがあり、財務諸表が全体として虚偽の表示に当たると監査人が判断したときに、表明する意見をいう。

### 意見差控 (意見不表明)
意見差控とは、監査人が、監査報告に当たって、自己の意見を形成するに足る合理的な基礎を得ることが出来なかったことにより意見を表明しないことをいう。

### 監査の限界
監査の限界とは、財務諸表の作成には経営者による見積りや判断が多く含まれていること、内部統制には状況によっては機能しないという限界があること、監査が原則として試査により実施されること、また、監査人が入手する監査証拠の多くは絶対的なものではなく心証的なものであること、職業的専門家としての判断を多くの局面で要求されること等をいう。